# آراسلانوو
آراسلانوو (انگلیسی: Araslanovo) یک شهرک در شهرستان ملئوزوفسکی استان باشقیرستان کشور روسیه است.